# اسداد (بو مريم)
اسداد هي إحدى مشيخات المملكة المغربية، تتبع جغرافيا لإقليم فكيك وإداريًا لبو مريم. يقدر عدد سكانها بـ 2253 نسمة حسب الإحصاء الرسمي للسكان والسكنى لسنة 2004.